# Liver å
Liver å är ett vattendrag i Region Nordjylland, Danmark. Liver å ligger på ön Vendsyssel-Thy och mynnar i Skagerrak.
Vattendraget bildas av att Hundevad å och Stenvad å rinner samman. 